# غيفي تشوخيلي
غيفي تشوخيلي، من مواليد 27 يونيو 1937، وتوفي في 25 فبراير 1994، لاعب كرة قدم سوفييتي سابق.
لعب مع منتخب الاتحاد السوفييتي لكرة القدم.

## روابط خارجية
- غيفي تشوخيلي على موقع الاتحاد الدولي (مؤرشف)  (الإنجليزية)
- غيفي تشوخيلي على موقع قاعدة بيانات كرة القدم.إي يو (الإنجليزية)
- غيفي تشوخيلي على موقع ناشيونال فوتبول تيمز (الإنجليزية)